# Nöchling
Nöchling é um município da Áustria localizado no distrito de Melk, no estado de Baixa Áustria.

## Conselho Municipial
- ÖVP 11
- SPÖ 8